# Radioteleskop Effelsberg

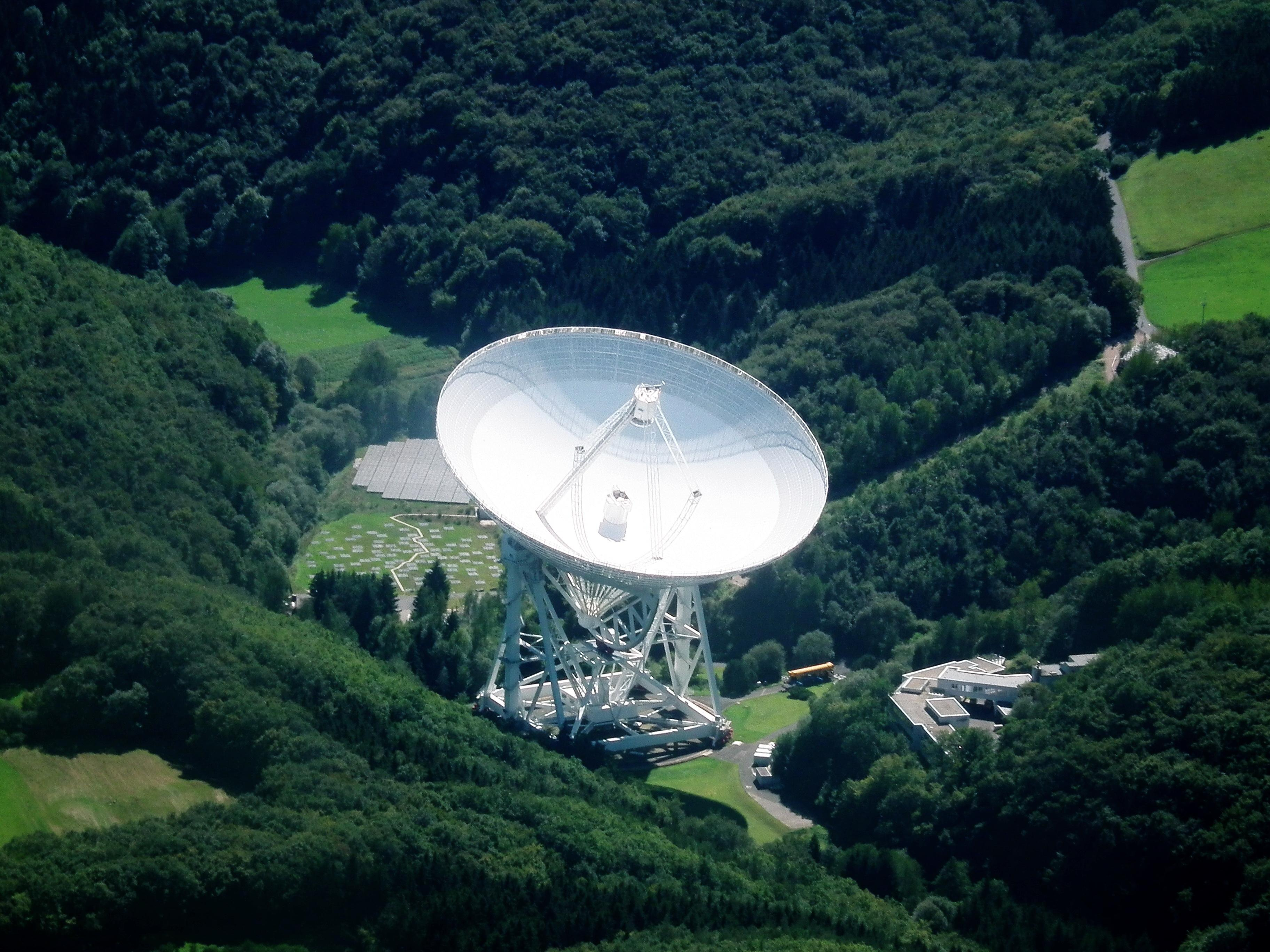
Luftaufnahme des Radioteleskops

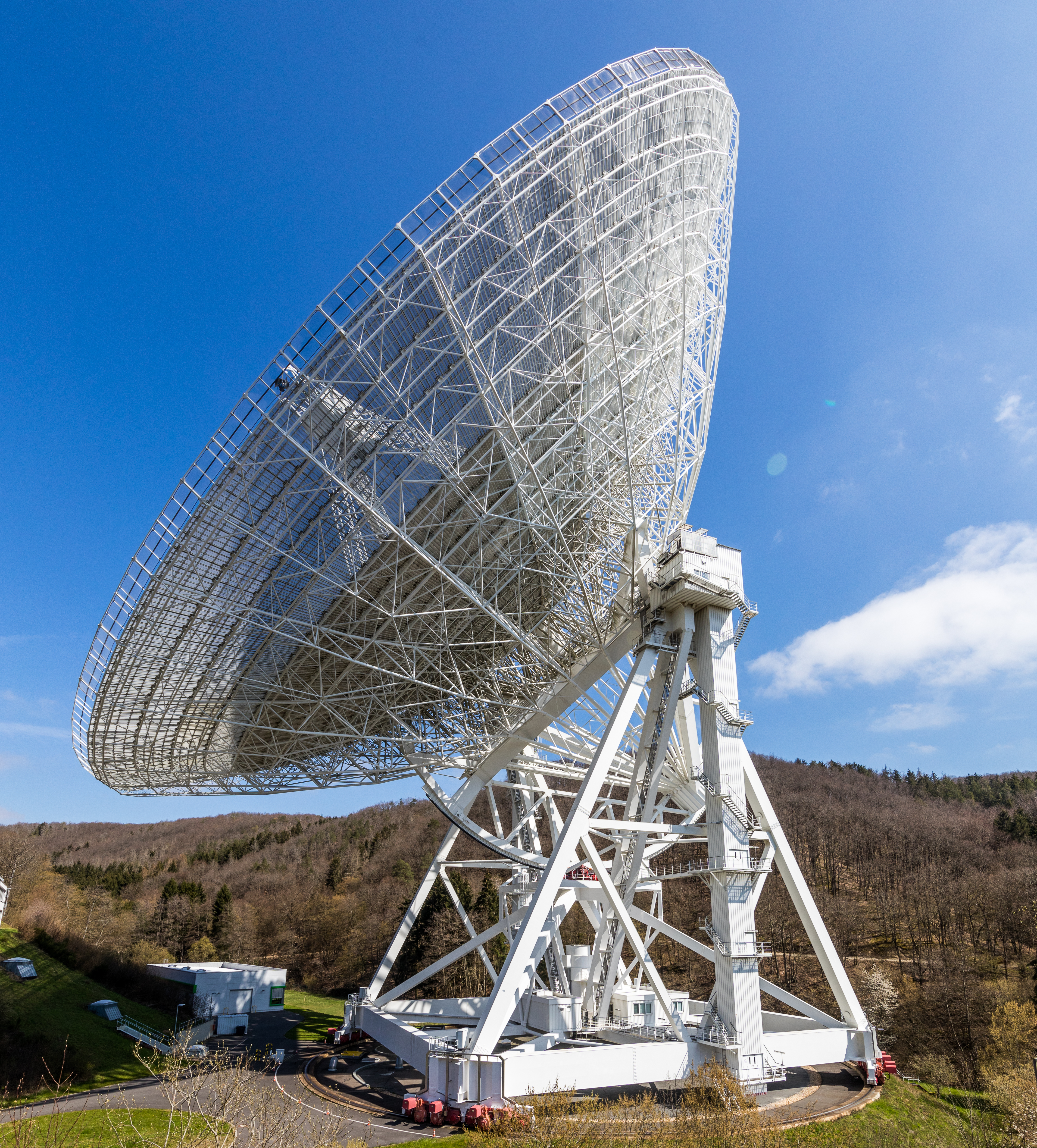
Gesamtansicht des Radioteleskops

Das Radioteleskop Effelsberg ist ein Radioteleskop im Eifelteil Ahrgebirge. Es steht nahe Effelsberg im nordrhein-westfälischen Kreis Euskirchen (Deutschland). Die Apertur (Öffnungsweite) des von 1967 bis 1971 erbauten und 1972 in Betrieb genommenen Radioastronomie-Großteleskops beträgt 100 m. Die Parabolspiegelfläche beträgt 9090 m². Mit dem Teleskop werden Beobachtungen im Wellenlängenbereich 3 mm bis 70 cm durchgeführt, was einem Frequenzbereich von 400 MHz bis 95 GHz entspricht.
Es war 29 Jahre lang das weltweit größte frei bewegliche Radioteleskop, bis im Jahr 2000 das Robert C. Byrd-Teleskop in Green Bank (USA) fertiggestellt wurde (Apertur 100–110 m).

## Geographische Lage
Das Radioteleskop Effelsberg befindet sich rund 1,3 km Luftlinie nordöstlich des im Ahrgebirge gelegenen Effelsberg, einem südöstlichen Stadtteil von Bad Münstereifel, Kreis Euskirchen. Es steht westlich des etwa 398 m ü. NHN hohen Hühnerbergs, dessen Bergkuppe nur 275 m nordöstlich des Teleskops im östlich angrenzenden Rheinland-Pfalz im Gemeindegebiet von Kirchsahr (Landkreis Ahrweiler) liegt. Das Radioteleskop selbst befindet sich auf 319 m Höhe. Die Landesgrenze befindet sich 74 Meter östlich und wird hier durch den vorbeifließenden Effelsberger Bach gebildet.

## Geschichte

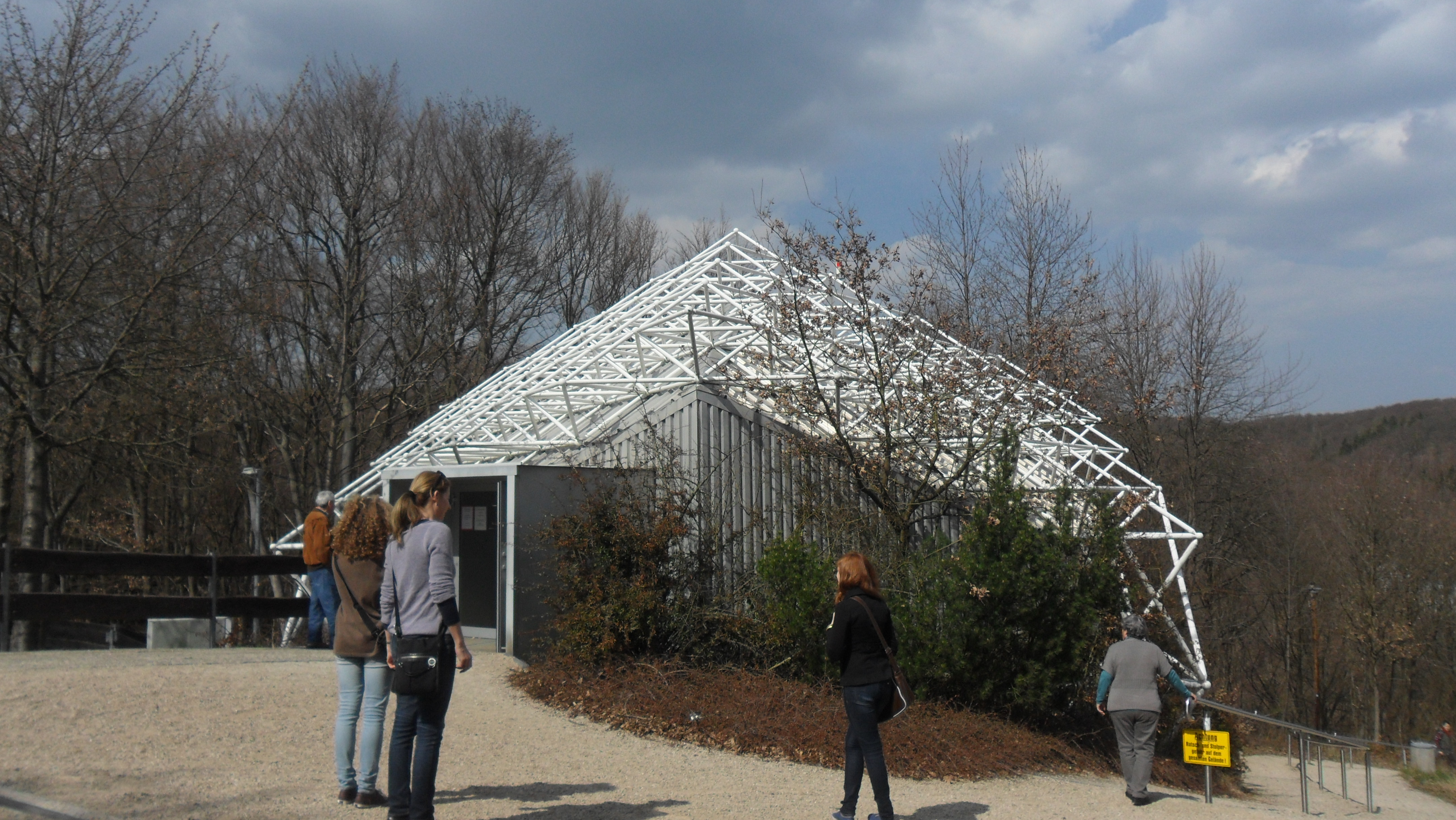
Besucherpavillon am Radioteleskop

Das Radioteleskop Effelsberg wurde zwischen 1967 und 1971 von einer Arbeitsgemeinschaft des MAN-Werks Gustavsburg und der Friedrich Krupp AG gebaut, am 12. Mai 1971 feierlich eröffnet und am 1. August 1972 in Betrieb genommen. Die Finanzierung erfolgte über die Stiftung Volkswagenwerk. Von politischer Seite wurde der Weg zu dem Teleskop von Leo Brandt als Staatssekretär des Landes Nordrhein-Westfalen geebnet, der sich für die Forschungsförderung insbesondere im Bereich der Radartechnik einsetzte.
Die technischen Schwierigkeiten, ein Radioteleskop mit 100 m Durchmesser zu fertigen, rühren von der ständigen Verformung des Spiegels (durch wechselnde Windlasten, durch Temperaturänderungen oder durch die Schwerkraft beim Bewegen und Kippen) her, die die Konstruktionsstruktur der Parabolspiegel stört. In der Radioastronomie sind aber die geometrischen Eigenschaften solcher Spiegel ganz besonders interessant, weil die achsenparallel aufgefangenen Wellen alle in gleicher Phasenlage zum Brennpunkt reflektiert werden und damit maximale Verstärkung ermöglichen. Das Bauteam hat dafür die Konstruktionsweise der Homologie entwickelt und mit Hilfe der Finite-Elemente-Methode die Konstruktion so berechnet, dass die in jeder Spiegelstellung und bei jeder Nachführbewegung eintretenden Verformungen des Spiegels wieder Paraboleigenschaften ergeben, so dass jeweils nur der Empfänger wenige cm in den neuen Brennpunkt nachgefahren werden muss. Nach Fertigstellung des Radioteleskops konnte durch Messungen gezeigt werden, dass die ursprünglich angestrebte Toleranz des Spiegels von 1 mm deutlich unterschritten werden konnte. Derzeit (2012) beträgt die mittlere Abweichung vom idealen Paraboloiden weniger als 0,6 mm.

## Radioteleskop

### Beschreibung
Das Radioteleskop Effelsberg gehört zum Max-Planck-Institut für Radioastronomie in Bonn.
Die Tallage zwischen den umliegenden Bergen schützt das Teleskop weitestgehend vor Einstrahlung durch zivilisationsbedingte Radioquellen. Sendestationen wurden aus dem Umfeld verbannt. Um Störungen zu vermeiden, ist die Nutzung einiger Frequenzen des BOS-Funks in 150 km Umkreis nicht gestattet. Innerhalb dieses Radius dürfen nur die 72 „Effelsberg-Frequenzen“ genutzt werden. Effelsberg ist Teil des Europäischen VLBI Netzwerks (EVN). Etwa 45 % der Beobachtungszeit wird auswärtigen Astronomen zur Verfügung gestellt.
Das Radioteleskop Effelsberg diente als Vorlage für die 500-Pf-Briefmarke der Dauermarkenserie Industrie und Technik der Deutschen Bundespost.

### Technische Daten
| Höhenlage (Oberkante Schiene):            | 319 m ü. NN                    |
| Höhenlage (Schnittpunkt der Hauptachsen): | 369 m ü. NN                    |
| Fundament-Betonmenge:                     | 5200 m³                        |
| Fundamentdurchmesser:                     | 64 m                           |
| Gesamtmasse:                              | 3200 t                         |
| Masse des neigbaren Teils (ca.):          | 1950 t                         |
| Anzahl der Oberflächenpaneele:            | 2360                           |
| Fläche des Spiegels:                      | 9090 m²                        |
| Fläche der Öffnung (Apertur):             | 7850 m²                        |
| Apertur (Öffnungsweite):                  | 100 m                          |
| Maximal-Höhe bei Maximal-Neigung:         | 109 m                          |
| Brennweite:                               | 30 m                           |
| Spiegeltiefe:                             | 20,83 m                        |
| Stärke der Rohre:                         | 51–419 mm                      |
| Oberflächengenauigkeit:                   | < 0,5 mm                       |
| Winkelauflösung:                          | > 10"                          |
| Horizontaldrehung:                        | 15 min / 360°                  |
| Vertikaldrehung:                          | 5 min / von 7,5° bis 90°       |
| Bauausführung:                            | Gemeinschaft aus Krupp und MAN |

## LOFAR-Station
Auf dem Gelände befindet sich eine LOFAR-Station, die im Jahr 2007 (niederfrequenter Teil) bzw. 2009 (hochfrequenter Teil) in Betrieb genommen wurde. Die LOFAR-Station wurde während des Hochwassers im Juli 2021 überflutet.

## Planetenweg und Radioteleskopweg
Von Bad Münstereifel zum Radioteleskop verläuft der 13 km lange Radioteleskopweg. Teil dieses Wanderwegs ist seit Herbst 2004 ein 800 m langer Planetenweg mit Informationstafeln zum Sonnensystem mit der Sonne und deren Planeten inklusive des Zwergplaneten Pluto, der maßstäblich betrachtet entlang des Weges 766 m von der Sonne entfernt ist. Der Weg endet an einem Sonnenmodell von 39 cm Durchmesser am Besucherpavillon des Radioteleskops.

## Trivia
Aufgrund der Empfindlichkeit des Teleskops sollen elektronische Geräte, insbesondere Handys und Tablets, in der direkten Umgebung des Teleskops aus- oder in den Flugmodus geschaltet werden, da sie sonst die Messungen stören können.
Innerhalb dieser Schutzzone dürfen derzeit von den BOS-Tetra-Frequenzen lediglich die Frequenzbereiche 406,1–407 und 409,1–410 MHz, sog. „Effelsberg-Frequenzen“ (72 Stück) für DMO genutzt werden. Außerhalb der Schutzzone dürfen alle 156 Frequenzen, also zusätzlich auch die 84 sog. „Nicht-Effelsberg-Frequenzen“ genutzt werden.
Ein weiteres Radioteleskop, der Astropeiler Stockert (25 m Durchmesser), steht 12,4 km (Luftlinie) westnordwestlich auf dem Stockert bei Bad Münstereifel-Eschweiler.
Zum 50. Jahrestag der Inbetriebnahme des Teleskops gab die Deutsche Post AG mit dem Erstausgabetag 1. April 2021 ein Sonderpostwertzeichen im Nennwert von 155 Eurocent heraus, der Entwurf stammt vom Grafiker Michael Menge aus Düsseldorf.
Das Radioteleskop ist Schauplatz der Folge Sonne, Mord und Sterne (Erstausstrahlung 13. Juli 2010) der Fernseh-Serie Mord mit Aussicht.

## Galerie

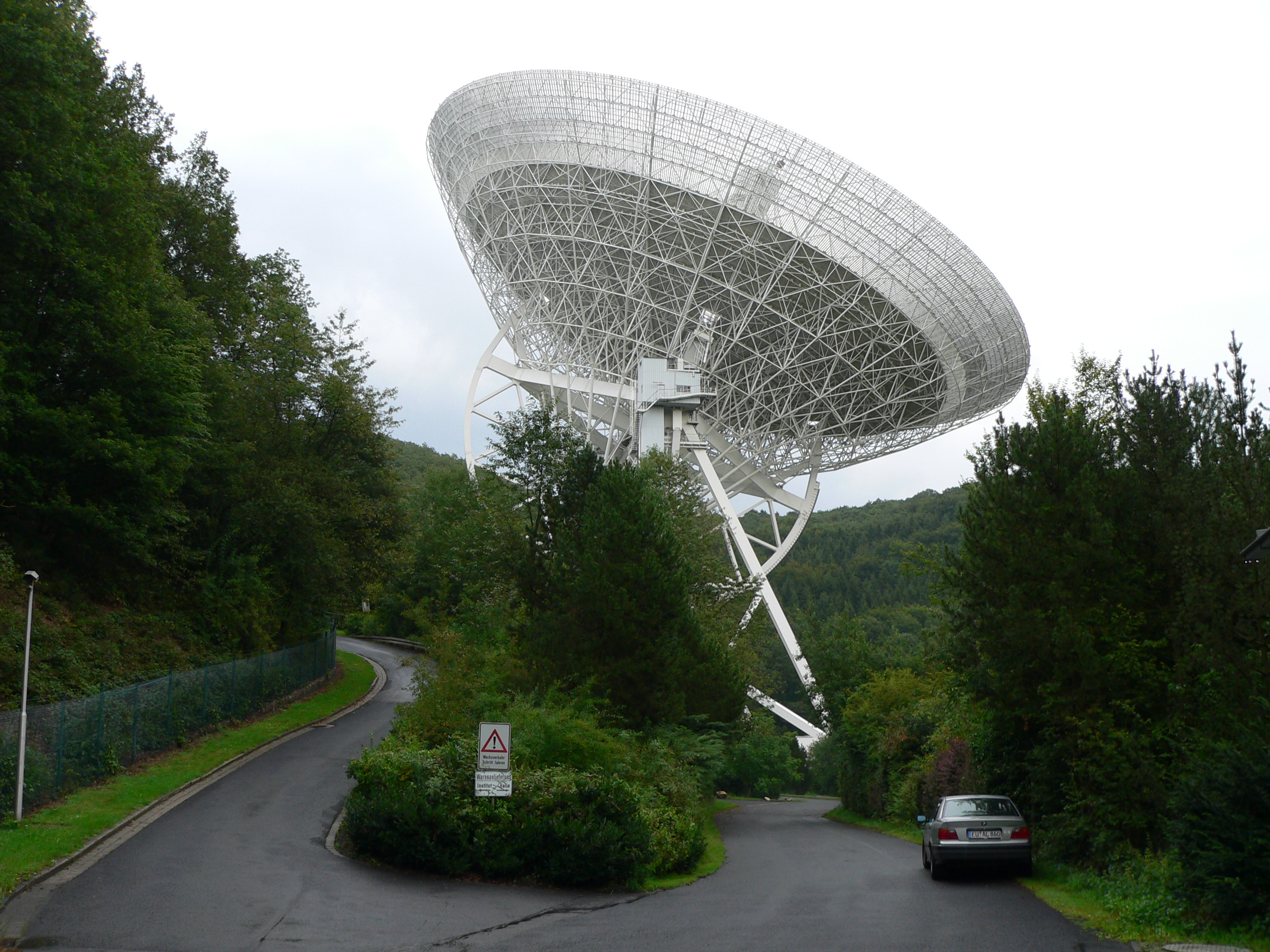
Radioteleskop mit Zufahrtsstraße
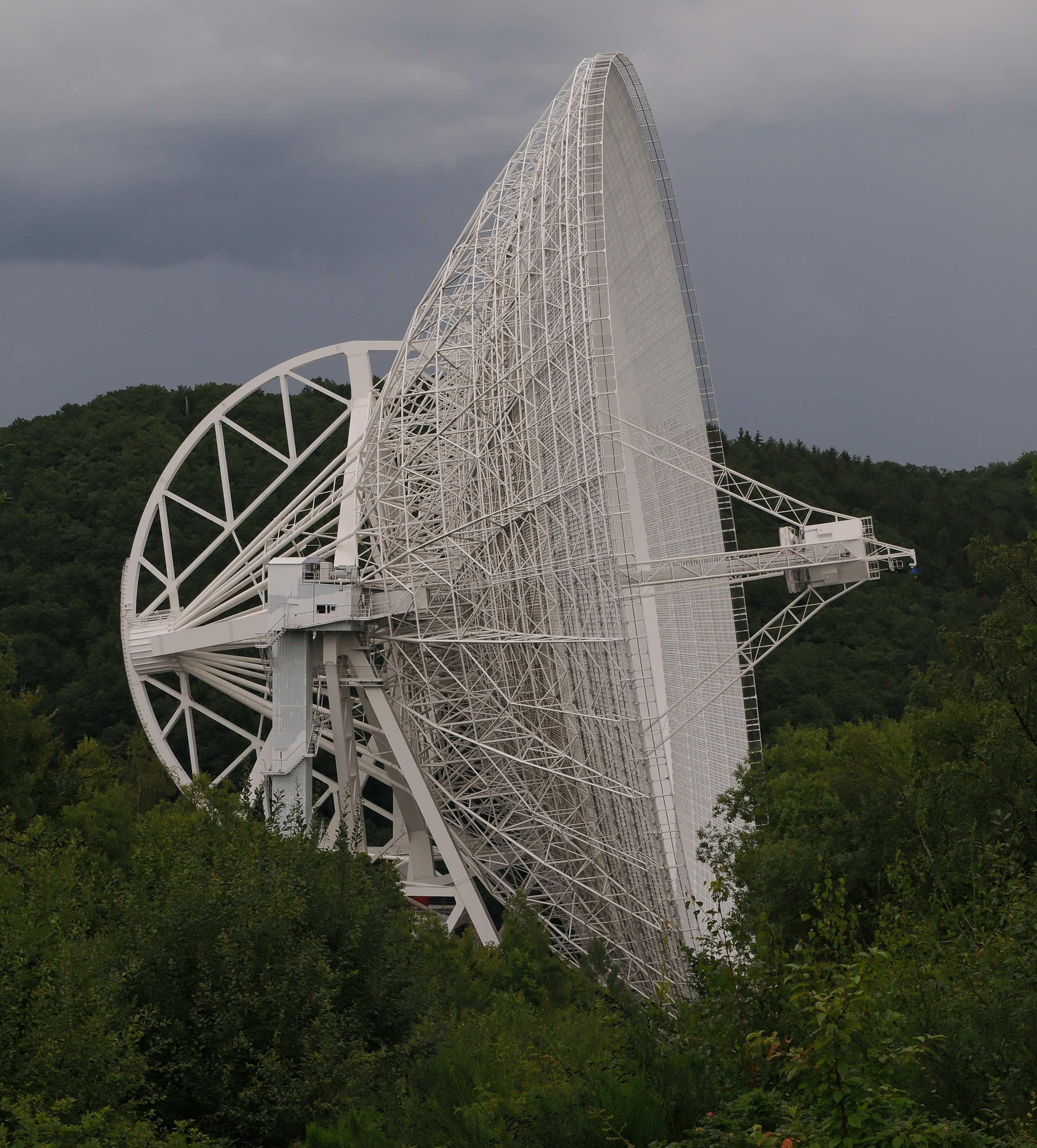
Seitenansicht
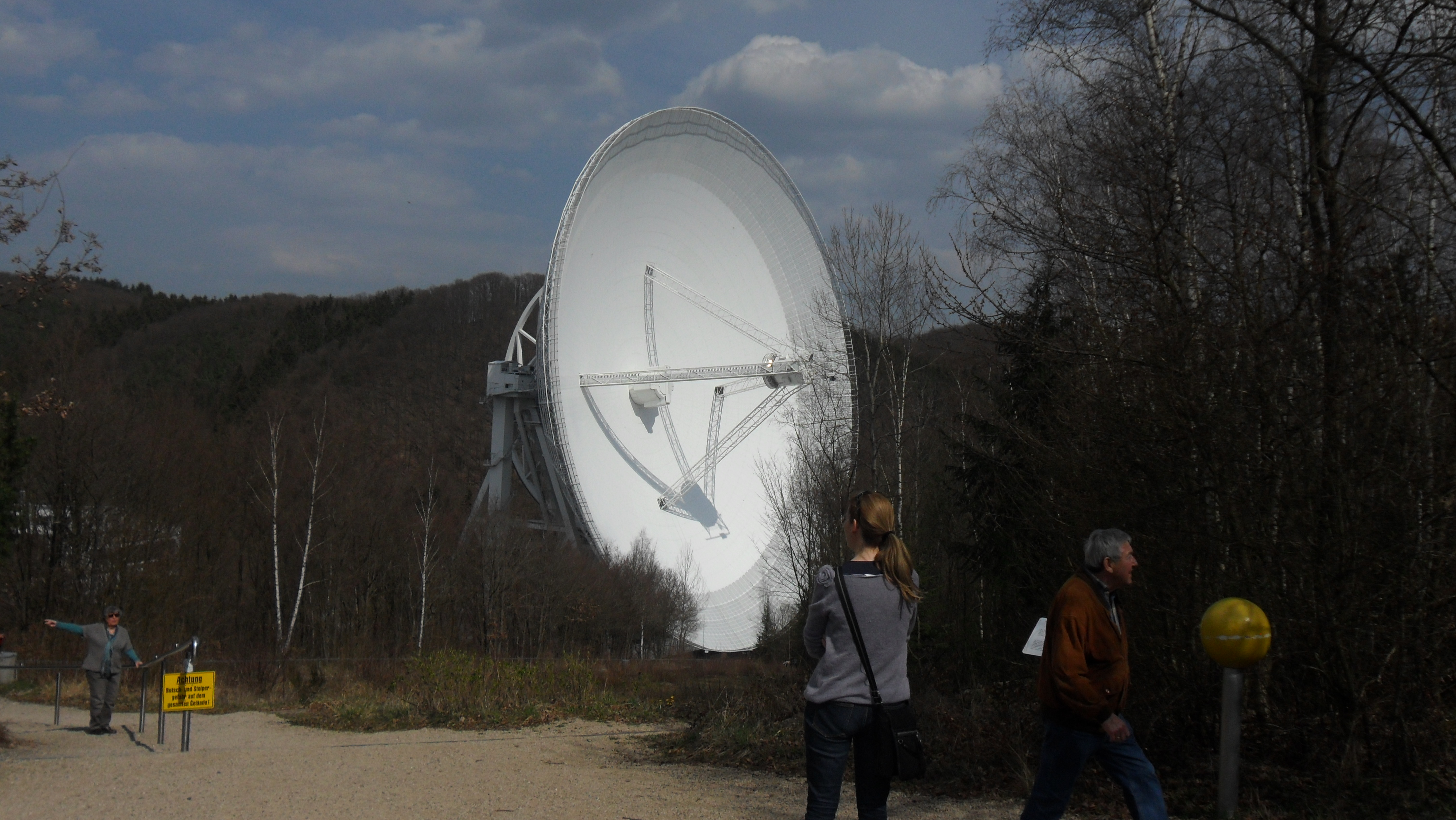
Radioteleskop Effelsberg von weitem
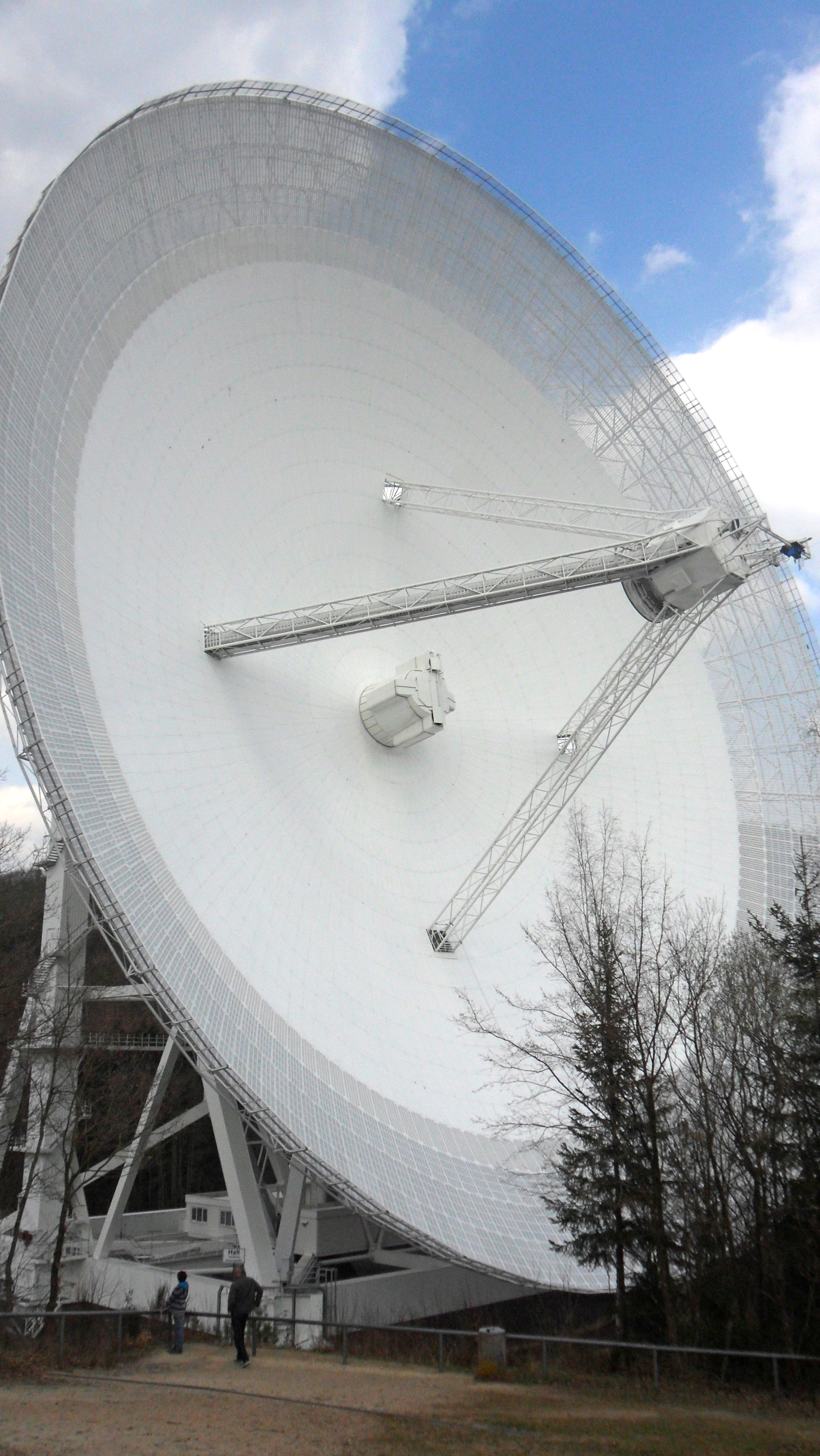
Radioteleskop Effelsberg aus der Nähe
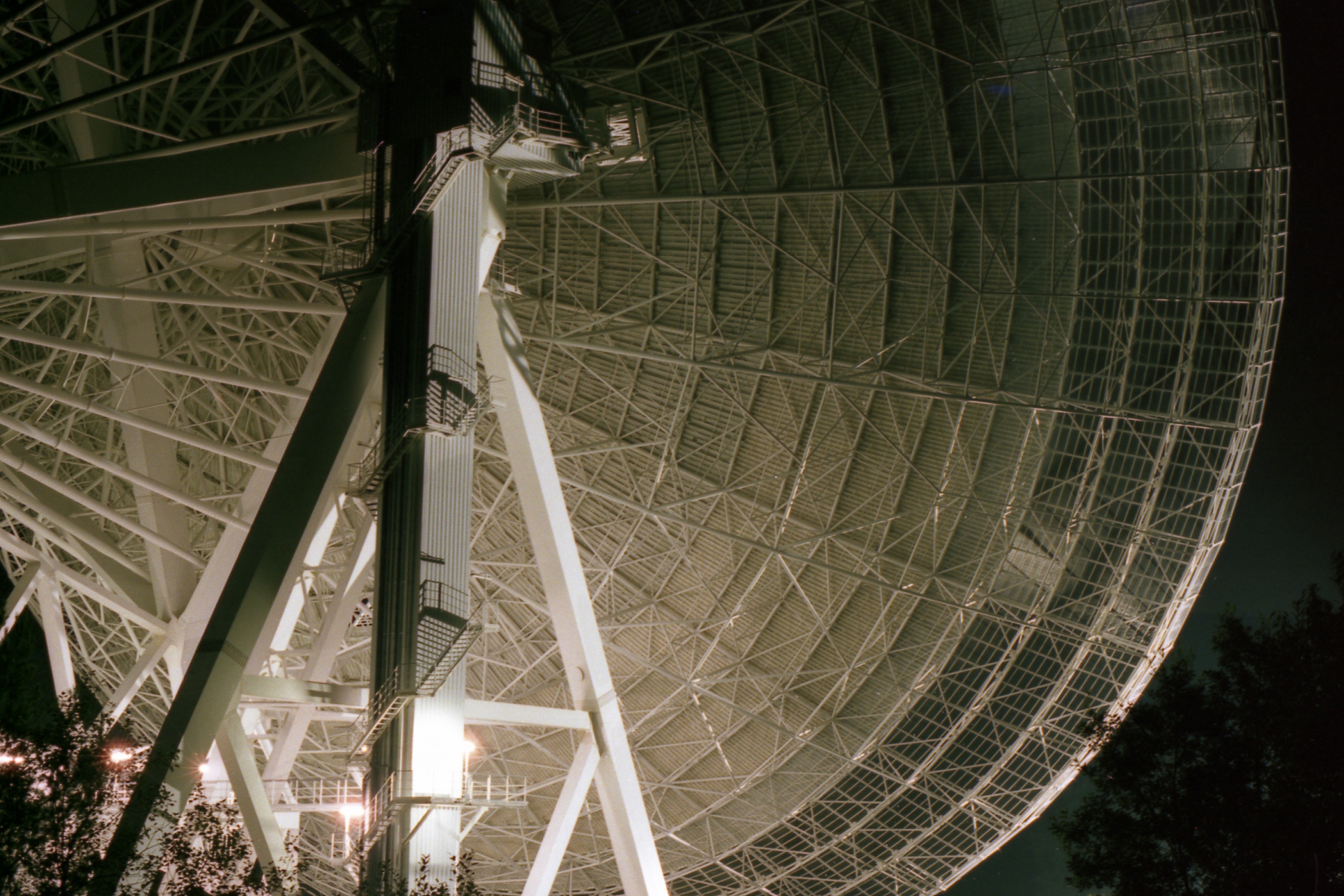
Detail: Schüsselhalterung und Schüssel
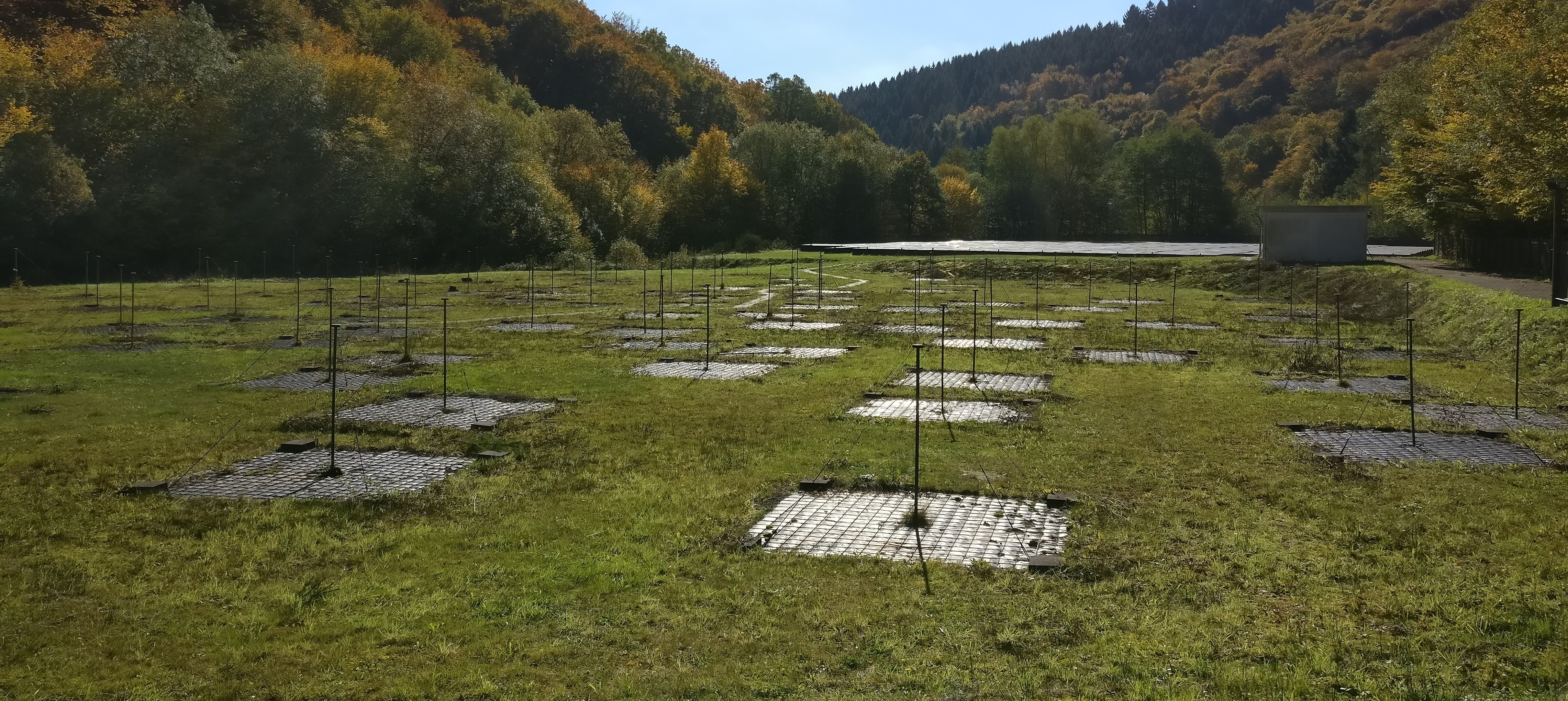
Niederfrequente LOFAR-Station am Radioteleskop Effelsberg
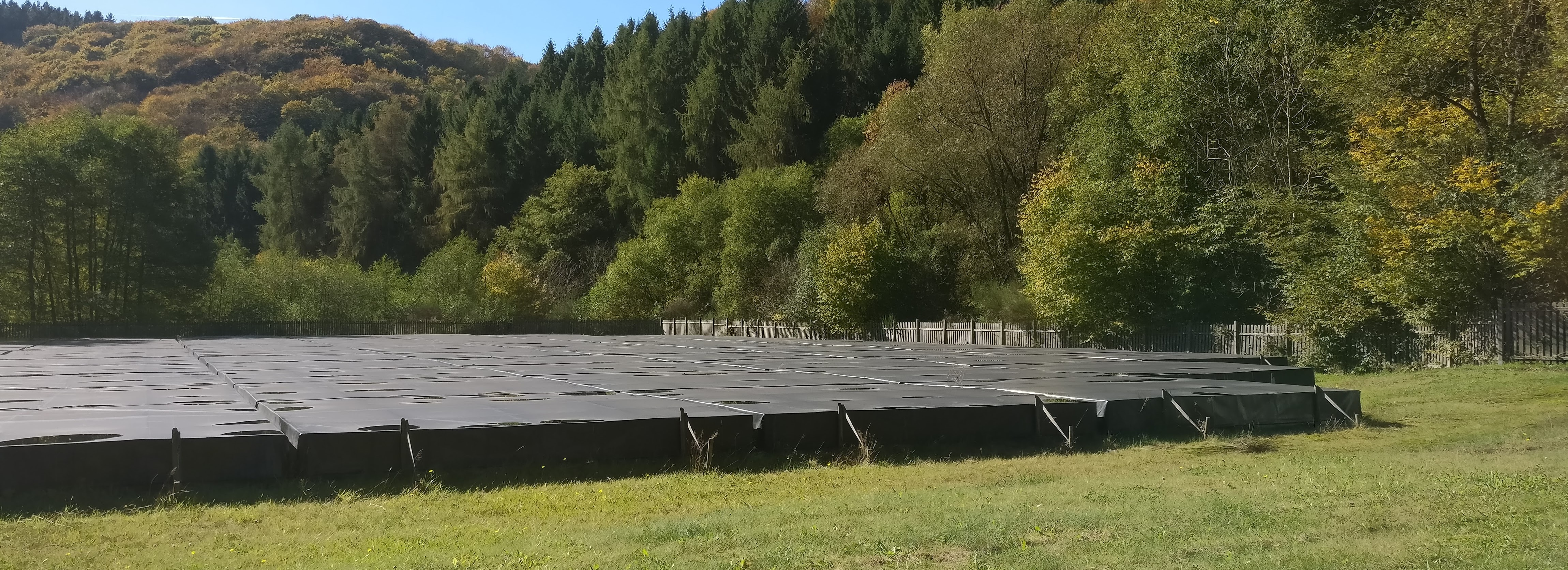
Hochfrequente LOFAR-Station am Radioteleskop Effelsberg